# Leontópolis (nomo XIII)
|  |

Leontópolis, "ciudad de leones", fue el nombre dado por los griegos a un ciudad situada unos veinte kilómetros al norte de Heliópolis, en el nomo XIII del Bajo Egipto. Dispuso de un templo amurallado datado a finales del Imperio Medio. 
Nombre egipcio: Naytahut. Nombre griego: Leontópolis. Nombre árabe: Tell el-Yahudiya.

## Restos arqueológicos
- Templo de Ramsés II
- Palacio de Ramsés II
- Templo de Ramsés III
- Templo del sumo sacerdote judío Onias III
- Ciudad del sumo sacerdote judío Onias III
- Necópolis del Imperio Medio